# Sci di fondo al XIII Festival olimpico invernale della gioventù europea
Lo sci di fondo al XIII Festival olimpico invernale della gioventù europea si è svolto dal 13 al 17 febbraio 2017 a Erzurum in Turchia. 

## Podi

### Ragazzi
| Evento   | Oro              | Tempo   | Argento          | Tempo   | Bronzo             | Tempo   |
| 7.5km TC | Miska Poikkimäki | 17:51.4 | Andrei Nekrasov  | 17:56.7 | Petteri Koivisto   | 18:25.9 |
| 10km TL  | Andrei Nekrasov  | 21:37.3 | Miska Poikkimäki | 22:10.7 | Andrei Kuznetsov   | 22:13.9 |
| Sprint   | Andrei Nekrasov  | 2:10.24 | Miska Poikkimäki | 2:11.42 | Aleksandr Terentev | 2:11.68 |

### Ragazze
| Evento   | Oro              | Tempo   | Argento         | Tempo   | Bronzo               | Tempo   |
| 5km TC   | Anja Mandeljc    | 13:49.3 | Elena Kucheva   | 14:04.9 | Aleksandra Trofimova | 14:17.3 |
| 7.5km TL | Kristina Kuskova | 19:13.3 | Elena Kucheva   | 19:23.5 | Josefiina Böök       | 19:34.6 |
| Sprint   | Elena Kucheva    | 2:32.25 | Zuzana Holíková | 2:35.57 | Jasmin Kähärä        | 2:36.11 |

### Misto
| Evento    | Oro    | Tempo   | Argento   | Tempo   | Bronzo  | Tempo   |
| Staffetta | Russia | 50:53.1 | Finlandia | 51:27.9 | Francia | 51:52.9 |